# ジェイソン・カミングス
ジェイソン・カミングス（1995年8月1日 - ）はオーストラリアのサッカー選手。ポジションはFW。モフン・バガン・スーパー・ジャイアント所属。

## 経歴

### クラブ
2017年6月17日、ノッティンガム・フォレストFCと3年契約を結んだ。
2018年1月、レンジャーズFCにシーズン終了まで期限付き移籍。
2018年7月13日、ピーターバラ・ユナイテッドFCに期限付き移籍。しかし、2019年1月30日に打ち切られた。
2019年9月2日、シュルーズベリー・タウンFCに加入した。
2021年1月28日、ダンディーFCに1年半契約で加入した。
2022年1月、セントラルコースト・マリナーズに移籍した。
2023年6月、モフン・バガン・スーパー・ジャイアントに移籍した。

### 代表
2017年11月のオランダ代表戦でスコットランド代表でデビューしたが、その後は出場機会が少なく、2019年7月にオーストラリア代表監督のグラハム・アーノルドに誘われる形で鞍替えした。
2022年9月のニュージーランド代表戦でオーストラリア代表デビュー。

## 代表歴

### 出場大会
- スコットランド代表
- オーストラリア代表
  - 2022 FIFAワールドカップ

### 試合数
- 国際Aマッチ 5試合 1得点（2017年-）[12]

| スコットランド代表 | 国際Aマッチ | 国際Aマッチ |
| 年                 | 出場        | 得点        |
| ------------------ | ----------- | ----------- |
| 2017               | 1           | 0           |
| 2018               | 1           | 0           |
| 通算               | 2           | 0           |

| オーストラリア代表 | 国際Aマッチ | 国際Aマッチ |
| 年                 | 出場        | 得点        |
| ------------------ | ----------- | ----------- |
| 2022               | 2           | 1           |
| 2023               | 1           | 0           |
| 通算               | 3           | 1           |